# 시카고 블루스
시카고 블루스(Chicago blues)는 미국 일리노이주 시카고에서 1940년 무렵에 등장한 블루스 스타일의 하나이다. 주로 어쿠스틱 기타의 연주된 델타 블루스에 일렉트릭 기타를 도입하여 밴드 스타일로 발전시킨 것이었다.